# Crisis Force
Crisis Force — видеоигра в жанре вертикального скролл-шутера, выпущенная компанией Konami в 1991 году в Японии эксклюзивно для игровой консоли Family Computer.

## Сюжет
По сюжету игры, в 199X году на Токио нападают роботы и начинают разрушать город. Герои игры, мальчик и девочка, пилотирующие синий и розовый космические истребители, вступают в сражение.

## Игровой процесс
Игра состоит из семи уровней, в конце каждого из которых игрок сражается с боссом. Игра имеет режим одновременной игры для двух игроков. Корабль игрока имеет три разных конфигурации, которые можно менять во время игры.